# Urbana (Missouri)
Pour les articles homonymes, voir Urbana.
Urbana est une ville du comté de Dallas, dans le Missouri, aux États-Unis,. Située au nord-ouest du comté, elle est baptisée en référence à Urbana dans l'Illinois, ville d'origine de certains pionniers. Elle est incorporée en 1960.

## Démographie
Lors du recensement de 2010, la ville comptait une population de 417 habitants. Elle est estimée, en 2016, à 411 habitants.

## Source de la traduction
- (en) Cet article est partiellement ou en totalité issu de l’article de Wikipédia en anglais intitulé « Urbana, Missouri » (voir la liste des auteurs).